# Wadang
Wadang is een bestuurslaag in het regentschap Bojonegoro van de provincie Oost-Java, Indonesië. Wadang telt 6202 inwoners (volkstelling 2010).